# Augusto Enrique Morelli Pando
Augusto Enrique Morelli Pando (* 13. Februar 1916 in Lima; † 15. August 2012 ebenda) war ein peruanischer Botschafter.

## Leben
Augusto Enrique Morelli Pando heiratete Rosa Ferrand López Aliaga ihre Kinder waren María del Rosario Morelli Grau, María Teresa Morelli Grau und Javier Augusto Morelli Grau. 1944 trat er in den auswärtigen Dienst und wurde zum Gesandtschaftssekretär dritter Klasse in Rio de Janeiro ernannt. Von 1947 bis 1948 war er Gesandtschaftssekretär zweiter Klasse und Geschäftsträger in Quito. 1952 wurde er zum Gesandtschaftssekretär erster Klasse in Mexiko-Stadt ernannt. 1953 war er Gesandtschaftssekretär erster Klasse in La Paz. 1960 war er Gesandter in Mexiko-Stadt. 1961 war er Gesandter in Paris. 1963 war er Ministre plénipotentiaire in Dschidda.
1965 war er außerordentlicher und bevollmächtigter Botschafter in Beirut. 1969 war er außerordentlicher und bevollmächtigter Botschafter in Lissabon. Von 1972 bis März 1973 war er außerordentlicher und bevollmächtigter Botschafter bei der französischen und der griechischen Regierung und ständiger Vertreter der peruanischen Regierung bei der UNESCO. Er wurde aus Protest gegen die Kernwaffentests auf Mururoa der Regierung Pierre Messmer am 23. Juli 1973 abberufen.
Von 1979 bis zu seiner Versetzung in den Ruhestand am 13. Februar 1981 war er außerordentlicher und bevollmächtigter Botschafter in Bonn.